# Шварцбах (Бранденбург)
Шварцбах (нім. Schwarzbach) — громада в Німеччині, розташована в землі Бранденбург. Входить до складу району Верхній Шпревальд-Лаузіц. Складова частина об'єднання громад Руланд.
Площа — 15,79 км2. Населення становить 664 ос. (станом на 31 грудня 2020).